# Lacunoides
Lacunoides là một chi ốc biển, là động vật thân mềm chân bụng sống ở biểns trong họ Neomphalidae.

## Các loài
Các loài trong chi Lacunoides gồm có:
- Lacunoides exquisitus Warén & Bouchet, 1989[3]
- Lacunoides vitreus Warén & Bouchet, 2001[4]